# John Boorman
Pour les articles homonymes, voir Boorman.
John Boorman [ˈdʒɒn ˈbʊərmən] est un réalisateur, producteur, scénariste et acteur britannnique, né le 18 janvier 1933 à Shepperton (alors dans le comté du Middlesex), dans la banlieue ouest de Londres.
Il est principalement connu pour avoir réalisé Délivrance (1972), Zardoz (1974) et Excalibur (1981).

## Biographie

### Jeunesse
John Boorman nait le 18 janvier 1933 à Shepperton (alors dans le comté du Middlesex) dans la banlieue ouest de Londres. Il reçoit une partie de son éducation chez les Jésuites.
Sa jeunesse est marquée par les bombardements de la Seconde Guerre mondiale, épreuve qu'il évoquera plus tard dans son film Hope and Glory (La Guerre à sept ans), le plus autobiographique de toute sa filmographie.
À dix-huit ans, il devient critique de cinéma dans des revues spécialisées et participe à des émissions radiophoniques sur le même thème.

### Carrière

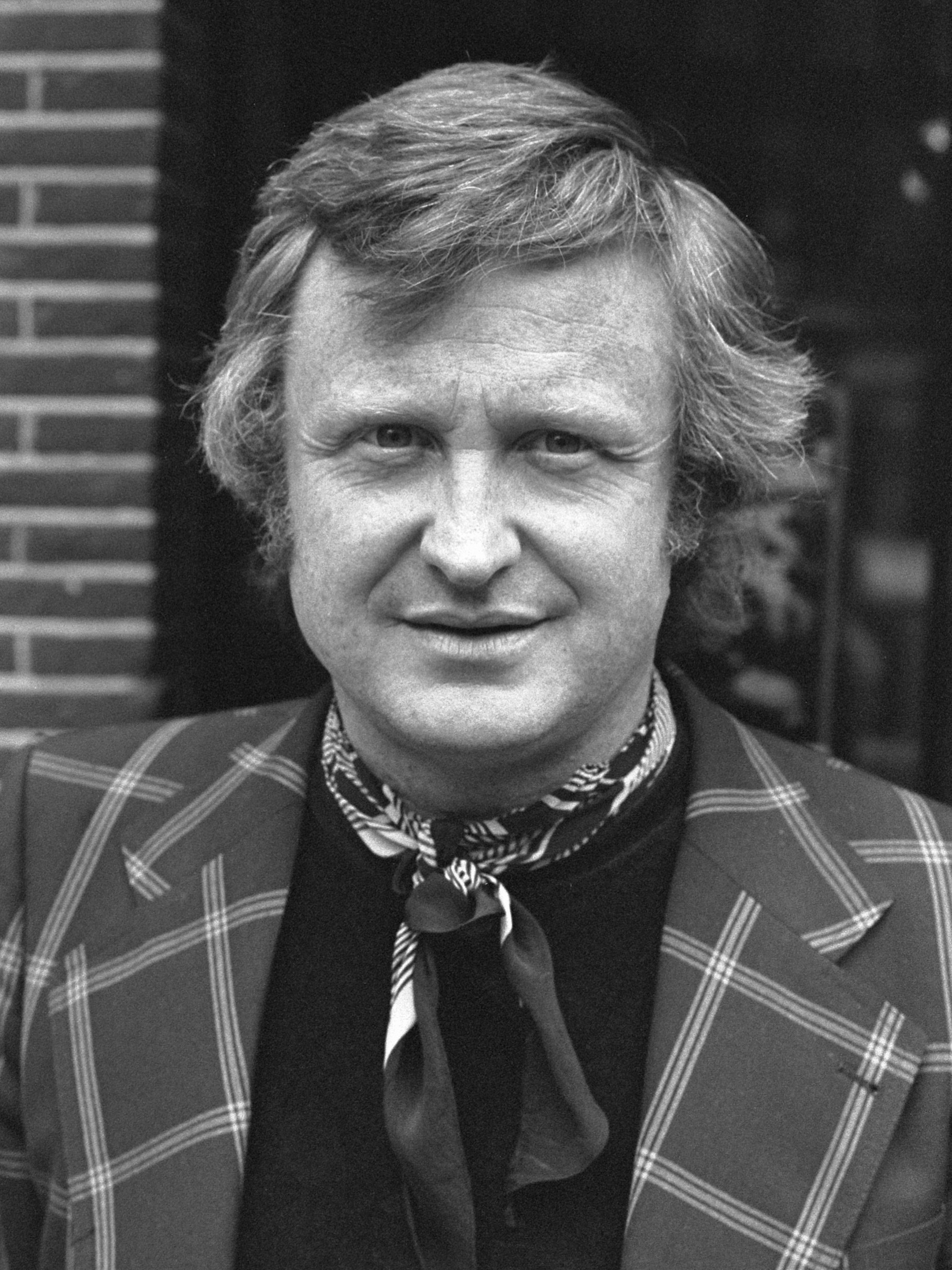
John Boorman le 26 août 1974, lors de la conférence de presse du film Zardoz.

Son premier long métrage, Sauve qui peut, sort en 1965. Le succès de ce film lui permet de partir aux États-Unis où il met en scène deux films assez violents. D'abord Le Point de non-retour (Point Blank), adaptation d'un roman de Donald Westlake avec Lee Marvin, puis Duel dans le Pacifique, un drame de guerre qui ne met en scène que deux personnages, un soldat américain et un Japonais, interprétés par Lee Marvin et Toshirō Mifune. Ces deux films valent à Boorman une notoriété internationale.
Revenu en Grande-Bretagne, il réalise la comédie dramatique Léo le dernier (1970), une parabole sociale dont Marcello Mastroianni est la vedette. Pour ce film, John Boorman reçoit le prix de la mise en scène au Festival de Cannes 1970. De retour aux États-Unis, il dirige un de ses films les plus célèbres, Délivrance, autre parabole dans laquelle on voit le « mythe du retour à la nature confronté à de dures réalités », selon la formule du critique Robert-Claude Bérubé : le film raconte l'histoire d'un groupe d'amis qui entreprennent la descente en canot d'une rivière traversant une contrée sauvage. Grand succès critique et commercial à sa sortie en 1972, Délivrance contribue aussi à consolider la carrière de ses deux acteurs principaux, Jon Voight et Burt Reynolds.
John Boorman aborde ensuite la science-fiction dans Zardoz avec Sean Connery, variation futuriste sur le thème du Magicien d'Oz, dont il est également scénariste. Ces films confirment sa réputation de grand réalisateur, développant un cinéma personnel, violent et pessimiste qui, du fantastique à la science-fiction en passant par le réalisme, dépeint un monde sans dieu où l'homme, condamné à errer, est sans cesse confronté au mal.
En 1977, il réalise L'Exorciste 2 : L'Hérétique, suite du film de William Friedkin de 1973. Il bénéficie d'un budget confortable pour l'époque. Le succès sera limité.
Il faut attendre quatre ans, en 1981, pour que John Boorman ne propose un nouveau film : Excalibur. Il s'agit d'une relecture de la légende du roi Arthur et des Chevaliers de la Table ronde. Le film est entièrement tourné en Irlande et met en vedette des acteurs moins connus (Liam Neeson, Nigel Terry, Nicol Williamson, Gabriel Byrne). À l'esthétique superbe, il est très bien accueilli lors de sa sortie. Excalibur voit sa réputation encore grandir au fil du temps et est aujourd'hui considéré aujourd'hui comme un film notable du début des années 1980.
À peu près à la même époque, il produit les films de deux cinéastes débutants : Angel (1982) de l'Irlandais Neil Jordan et Nemo (1984) du Français Arnaud Sélignac.
C'est dans la jungle brésilienne qu'il tourne ensuite La Forêt d'émeraude (1985), dont la vedette est son fils, Charley, alors âgé de 18 ans. Le film relate une histoire vraie survenue au début des années 1980. Magnifique long métrage, il fait partie d'une série de films tournés dans la jungle équatoriale au cours des années 1985-1991 auxquels on peut rattacher Mission (1986) de Roland Joffé, En liberté dans les champs du seigneur (1991) de Héctor Babenco et Medicine Man (1992) de John McTiernan.
John Boorman revient ensuite en Angleterre pour y tourner un film largement autobiographique, Hope and Glory (1987), dans laquelle il évoque son enfance à Londres pendant la Seconde Guerre mondiale. Le film bénéficie d'un budget confortable mais, malgré une critique globalement positive, il ne rencontre qu'un médiocre succès commercial.
Il tourne ensuite aux États-Unis la comédie Tout pour réussir qui sort en 1990, avec notamment Dabney Coleman et Uma Thurman. Le film est un échec commercial.
En 1995, sort Rangoon, un film avec Patricia Arquette, dont l'action se déroule lors des événements politiques de 1988 en Birmanie.
Le Général sort trois ans plus tard : Brendan Gleeson y incarne le criminel irlandais Martin Cahill ; Boorman avait été l'une des victimes de ce cambrioleur.
Il dirige ensuite Le Tailleur de Panama (2001), adaptation du roman du même nom de John le Carré. Avec Pierce Brosnan, Geoffrey Rush, Jamie Lee Curtis et à nouveau Brendan Gleeson. Le film reçoit de très bonnes critiques.
Il réalise ensuite In My Country, présenté à la Berlinale 2004, avec Samuel L. Jackson, Juliette Binoche et Brendan Gleeson. L'intrigue se situe en Afrique du Sud au milieu des années 1990 avec la commission de la vérité et de la réconciliation chargée d'enquêter sur les crimes commis sous le régime de l'apartheid.
Il dirige à nouveau Brendan Gleeson dans The Tiger's Tail (2006), film se déroulant à Dublin sur le thème du doppelgänger.
Après cela, il met en scène la suite de Hope and Glory, son film de 1987 : Queen and Country (2014) ; il s'inspire donc également de sa jeunesse, cette fois au cours des années 1950. C'est le dernier film de Boorman.

### Festivals

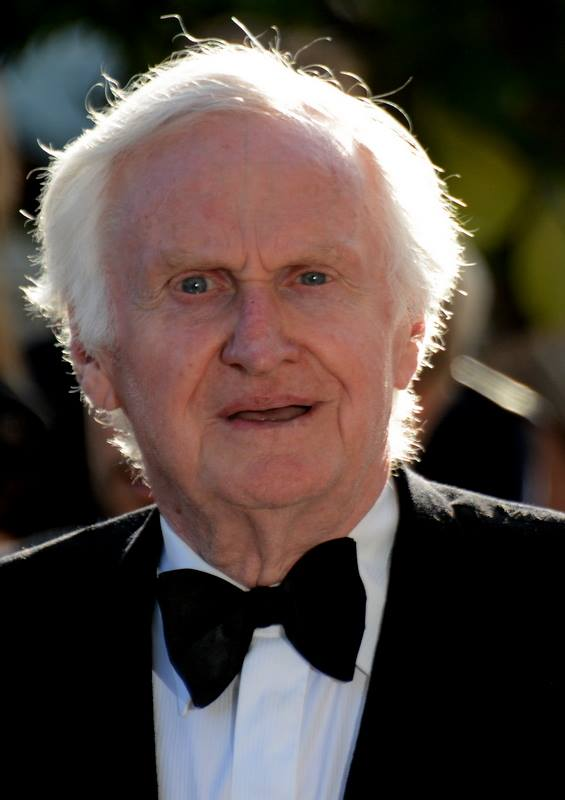
John Boorman lors du Festival de Cannes 2014.

Boorman est président du jury du 42e festival international du film de Thessalonique, en 2001. Le jury est notamment composé de Paweł Pawlikowski, Nuri Bilge Ceylan et Yánnis Kókkos.
Membre du jury de la Mostra de Venise 1991, il en est le président en 2004 (61e Mostra) : son jury comporte notamment Scarlett Johansson, Spike Lee et Helen Mirren.
En 2009, il préside le jury de la section « Cinéfondation et courts métrages » du 62e Festival de Cannes, composé notamment de l'actrice chinoise Zhang Ziyi et du Français Bertrand Bonello.
En 2012, il préside le jury du 12e Festival international du film de Marrakech, composé notamment de James Gray, Lambert Wilson, Marie-Josée Croze ou encore Gemma Arterton.

### Vie privée
John Boorman a sept enfants, dont Charley Boorman, acteur et aventurier, Katrine et Telsche Boorman (décédée en 1996), scénaristes et actrices anglaises.

## Influences

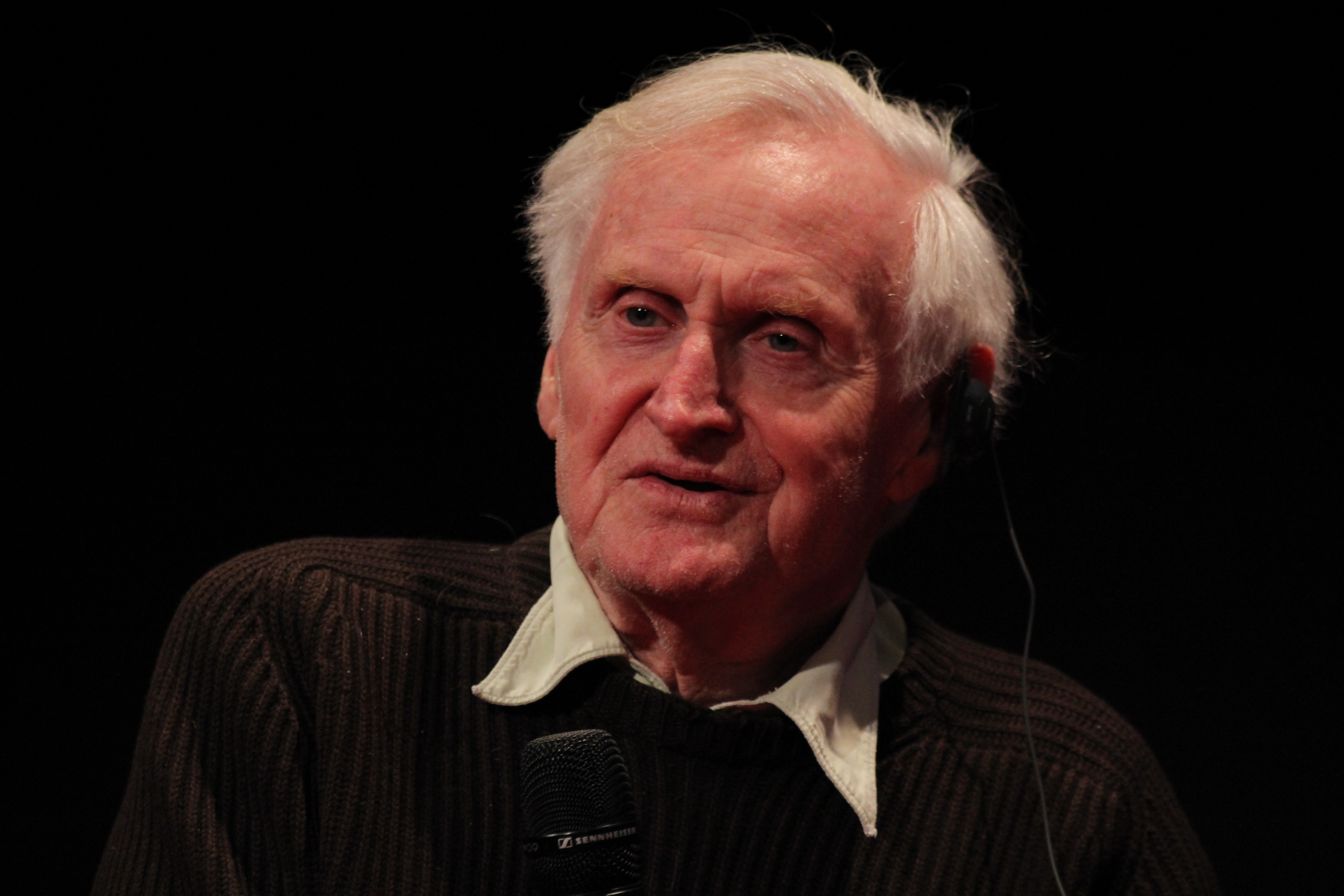
John Boorman lors d'une classe de maître à Paris en 2014.

La lecture de Carl Gustav Jung a beaucoup influencé John Boorman, notamment sa théorie sur les mythes comme fondements vivants de la société et de la psychologie individuelle et collective, idée qui transparaît dans ses films, Zardoz et Excalibur notamment.
L'œuvre de John Boorman confronte d'ailleurs la représentation des mythes à l'expérience du réel, ou parfois il les déconstruit ou met au jour leur vacuité. Dans Deliverance par exemple, il met à mal la légende du bon sauvage et montre comment une excursion en canoë se transforme en retour à la barbarie originelle au cœur d'une nature qui en devient hostile.
Il fera l'exact opposé dans la La Forêt d'émeraude, antithèse de Deliverance cette fois.

## Filmographie
Sauf indication contraire, les informations mentionnées dans cette section peuvent être confirmées par la base de données cinématographiques IMDb,  présente dans la section « Liens externes ».

### Réalisateur

#### Télévision
- 1964 : The Newcomers (série)
- 1985 : Journey Into Light (documentaire de 40 minutes)
- 1995 : Picture Windows (mini-série) (épisode Two nudes bathing)
- 1998 : Lee Marvin: A Personal Portrait by John Boorman (documentaire)

#### Cinéma
- 1965 : Sauve qui peut (Catch Us If You Can)
- 1967 : Le Point de non-retour (Point Blank)
- 1968 : Duel dans le Pacifique (Hell in the Pacific)
- 1970 : Léo le dernier (Leo the Last)
- 1972 : Délivrance (Deliverance)
- 1974 : Zardoz
- 1977 : L'Exorciste 2 : L'Hérétique (Exorcist II : The Heretic)
- 1981 : Excalibur
- 1985 : La Forêt d'émeraude (The Emerald Forest)
- 1987 : Hope and Glory, La Guerre à sept ans (Hope and Glory)
- 1990 : Tout pour réussir (Where the Heart Is)
- 1995 : Rangoon (Beyond Rangoon)
- 1998 : Le Général (The General)
- 2001 : Le Tailleur de Panama (The Tailor of Panama)
- 2004 : In My Country (Country of My Skull)
- 2006 : The Tiger's Tail
- 2014 : Queen and Country

#### Courts métrages
- 1991 : I Dreamt I Woke Up
- 1995 : Lumière et Compagnie
- 2014 : Queen and Country

### Producteur
- 1972 : Délivrance (Deliverance) de lui-même
- 1974 : Zardoz de lui-même
- 1977 : L'Exorciste 2 : L'Hérétique (Exorcist II: The Heretic) de lui-même
- 1979 : The Hard Way, de Michael Dryhurst (téléfilm) (producteur exécutif)
- 1981 : Excalibur de lui-même
- 1982 : Angel, de Neil Jordan
- 1984 : Nemo, d'Arnaud Sélignac
- 1985 : La Forêt d'émeraude (The Emerald Forest) de lui-même
- 1987 : Hope and Glory, La Guerre à sept ans (Hope and Glory) de lui-même
- 1990 : Tout pour réussir (Where the Heart Is) de lui-même
- 1995 : Rangoon (Beyond Rangoon) de lui-même
- 1995 : Picture Windows (mini série) (épisode Two Nudes Bathing)
- 1996 : Angela Mooney, de Tommy McArdle (producteur exécutif)
- 1998 : Le Général (The General) de lui-même
- 2001 : Le Tailleur de Panama (The Tailor of Panama) de lui-même
- 2003 : In My Country (Country of My Skull) de lui-même
- 2006 : The Tiger's Tail de lui-même
- 2014 : Queen and Country de lui-même

### Scénariste
- 1970 : Léo le dernier (Leo the Last) de lui-même (coécrit avec Bill Stair et George Tabori)
- 1972 : Délivrance (Deliverance) de lui-même (participation non créditée)
- 1974 : Zardoz de lui-même
- 1977 : L'Exorciste 2 : L'Hérétique (Exorcist II: The Heretic) de lui-même (non crédité, coécrit avec William Goodhart et Rospo Pallenberg)
- 1981 : Excalibur de lui-même (coécrit avec Rospo Pallenberg, d'après le roman de Thomas Malory)
- 1985 : Journey Into Light de lui-même
- 1987 : Hope and Glory, La Guerre à sept ans (Hope and glory) de lui-même
- 1990 : Tout pour réussir (Where the Heart Is) de lui-même (coécrit avec Telsche Boorman)
- 1991 : I Dreamt I Woke Up (court métrage) de lui-même
- 1995 : Picture Windows (mini-série TV) (épisode Two nudes bathing)
- 1998 : Le Général (The General) de lui-même (d'après un roman de Paul Williams)
- 1998 : Lee Marvin: A Personal Portrait by John Boorman (documentaire) de lui-même
- 2001 : Le Tailleur de Panama (The Tailor of Panama) de lui-même (coécrit avec Andrew Davies et John le Carré, d'après le roman de John le Carré)
- 2006 : The Tiger's Tail de lui-même
- 2014 : Queen and Country de lui-même
- 2019 : The Professor and the Madman de Farhad Safinia (coécrit avec Farhad Safinia et Todd Komarnicki, d'après le livre de Simon Winchester)

### Acteur
- 1974 : Zardoz de lui-même : un fermier tué par Zed
- 1978 : Long Shot de Maurice Hatton : le réalisateur
- 1991 : I Dreamt I Woke Up (court métrage) de lui-même
- 2012 : Mon père à moi (Me and me Dad) de Katrine Boorman : lui-même

## Distinctions
- Prix de la mise en scène lors du Festival de Cannes 1970 pour Leo the Last
- Meilleure contribution artistique au Festival de Cannes en 1981 pour Excalibur
- Prix du meilleur réalisateur au NSFC Award pour Hope and Glory en 1987
- LAFCA du meilleur film en 1987 pour Hope and Glory
- Golden Globe du meilleur film musical ou de comédie en 1988 pour Hope and Glory
- Prix de la mise en scène lors du Festival de Cannes 1998 pour Le Général
- Prix du meilleur réalisateur au London Critics Circle Award pour Le Général en 1999

## Engagement
- En septembre 2018, à la suite de la démission de Nicolas Hulot, John Boorman signe la tribune contre le réchauffement climatique intitulée « Le plus grand défi de l'histoire de l'humanité », lancée notamment par Juliette Binoche, qui parait en une du journal Le Monde avec l'accroche (qui en est aussi le sous-titre) L'appel de 200 personnalités pour sauver la planète[5].

## Publications
- Aventures, Paris, Marest éditeur, 2017, 448 p.
- Tapis écarlate, Paris, Marest éditeur, 2017, 288 p.